# Мерциг (Люксембург)
Мерциг (люксемб. Mäerzeg, фр. Mertzig, нім. Mertzig) — місто в Люксембурзі, що утворює собою окрему комуну. Входить до складу кантону Дикірх в окрузі Дикірх.

## Географія
Площа території комуни становить 11,10 км² (102-е місце за цим показником серед 116 комун Люксембургу).
Найвища точка комуни над рівнем моря — 409 метрів (50-е місце за цим показником серед комун країни), найнижча — 302 метрів (104-е місце).

## Демографія
Станом на 2011 рік на території комуни мешкало 1 748 ос.
Динаміка чисельності населення: